# Affaires conjugales
 (juillet 2025).
Si vous disposez d'ouvrages ou d'articles de référence ou si vous connaissez des sites web de qualité traitant du thème abordé ici, merci de compléter l'article en donnant les références utiles à sa vérifiabilité et en les liant à la section « Notes et références ».
Pour plus de détails, voir Fiche technique et Distribution.
Affaires conjugales est une série ivoirienne créée et produite par Marie-Louise Asseu en 2007. Comme son nom l'indique cette série traite des histoires de couples.

## Épisodes
- Un homme pour deux sœurs
- Un homme pour deux sœurs 2
- Un homme pour deux sœurs : la force de l'amour